# Fernando Express
Fernando Express ist eine deutsche Schlagerband aus Baden-Württemberg.

## Geschichte
Die Gruppe wurde 1969 unter dem Namen Skippies von dem Speditionskaufmann Josef Eisenhut (verheiratet, zwei Kinder), dem Industriekaufmann Hans Olbert und Klaus Lorenz als Trio gegründet. Die Band trat im regionalen Kreis bei verschiedenen Festen auf. In der Folgezeit wurde die Gruppe um einige Musiker erweitert. Im Jahr 1982 erfolgte die Umbenennung in Fernando Express. Ende der 1980er Jahre gab es weitere Umbesetzungen. Schließlich engagierte das Trio 1990 die Leadsängerin Birgit Langer (* 5. April 1968 in Weingarten (Baden)), die in der Rudi Carrell Show als Mandy-Winter-Double aufgetreten war. Im Anschluss trat Fernando Express als Quartett auf und hatte zunächst im süddeutschen Raum zahlreiche Erfolge.
1991 erreichte die Gruppe beim Deutschen Song-Festival mit ihrem Titel Flüsterndes Herz den 3. Platz und wurde so bundesweit bekannt. Ein weiterer größerer Erfolg gelang ihnen 1994 bei den Deutschen Schlager-Festspielen, als ihr Titel Copacabana Platz 9 erreichte.
Klaus Lorenz stieg 2009 aus gesundheitlichen Gründen aus und wurde durch Reiner Prinz ersetzt. Ende Januar 2010 gab Birgit Langer nach zwanzigjähriger Bandzugehörigkeit ebenfalls ihren Ausstieg bei Fernando Express bekannt, um eine Solokarriere zu beginnen. Ihre Nachfolgerin als Frontsängerin wurde Michaela Zondler; im Juni 2014 kam es aufgrund unüberwindlicher Differenzen zur Trennung. Man behalf sich dann zunächst mit zwei Ersatz-Sängerinnen, von denen stets nur eine bei Auftritten zum Einsatz kam. Seit 2015 ist Heidi Schütz neue Frontsängerin des Fernando Express.
Fernando Express ist bis heute Dauergast in den Rundfunk-Hitparaden, absolvierte aber auch zahlreiche Live-Veranstaltungen in Rundfunk und im Fernsehen. Produzenten der Gruppe waren unter anderem Adam Schairer (bis 1992) sowie Jean Frankfurter (1992 bis 2010). Derzeitige Produzenten sind Norbert Beyerlein und Werner Schüler.

## Diskografie

### Studioalben
| Jahr | Titel                      | Höchstplatzierung, Gesamtwochen, AuszeichnungChartplatzierungen (Jahr, Titel, Platzierungen, Wochen, Auszeichnungen, Anmerkungen) | Höchstplatzierung, Gesamtwochen, AuszeichnungChartplatzierungen (Jahr, Titel, Platzierungen, Wochen, Auszeichnungen, Anmerkungen) | Höchstplatzierung, Gesamtwochen, AuszeichnungChartplatzierungen (Jahr, Titel, Platzierungen, Wochen, Auszeichnungen, Anmerkungen) | Anmerkungen                              |
| Jahr | Titel                      | DE | AT | CH | Anmerkungen                              |
| ---- | -------------------------- | --- | --- | --- | ---------------------------------------- |
| 2008 | Meer der Zärtlichkeit      | DE86 (1 Wo.)DE | — | — | Erstveröffentlichung: 12. September 2008 |
| 2017 | Träume sind für alle da    | DE13 (1 Wo.)DE | AT19 (1 Wo.)AT | CH50 (1 Wo.)CH | Erstveröffentlichung: 22. September 2017 |
| 2018 | Insel des Glücks           | DE64 (1 Wo.)DE | — | — | Erstveröffentlichung: 1. Juni 2018       |
| 2018 | Einmal Himmel und zurück   | DE19 (1 Wo.)DE | AT56 (1 Wo.)AT | CH88 (1 Wo.)CH | Erstveröffentlichung: 28. September 2018 |
| 2019 | Das schönste Geschenk      | DE23 (1 Wo.)DE | AT46 (1 Wo.)AT | CH89 (1 Wo.)CH | Erstveröffentlichung: 8. November 2019   |
| 2022 | Komm, wir feiern das Leben | DE4 (1 Wo.)DE | AT16 (1 Wo.)AT | CH25 (1 Wo.)CH | Erstveröffentlichung: 1. Juli 2022       |
| 2023 | Der schönste Tanz mit dir  | DE18 (1 Wo.)DE | — | — | Erstveröffentlichung: 1. September 2023  |

Weitere Studioalben
- 1985: Montego Bay
- 1987: Wir machen Holiday
- 1989: Dolce Vita
- 1990: Sehnsucht nach Sonne
- 1991: Unter den Sternen des Südens
- 1992: Das Märchen der weißen Lagune
- 1994: Alle Sehnsucht dieser Welt
- 1996: Sei du meine Insel
- 1998: Die Könige der Tanzpaläste
- 1999: Wenn Egon tanzt
- 2000: Sonnentaucher
- 2002: Südlich der Sehnsucht
- 2004: Unser Traum darf nicht sterben
- 2005: Urlaub für die Seele
- 2007: Tanz auf dem Vulkan
- 2010: Die Könige der Tanzpaläste
- 2012: Pretty Flamingo
- 2013: Bella Bellissima
- 2014: Sommer in der Seele

### Kompilationen
| Jahr | Titel                          | Höchstplatzierung, Gesamtwochen, AuszeichnungChartplatzierungen (Jahr, Titel, Platzierungen, Wochen, Auszeichnungen, Anmerkungen) | Höchstplatzierung, Gesamtwochen, AuszeichnungChartplatzierungen (Jahr, Titel, Platzierungen, Wochen, Auszeichnungen, Anmerkungen) | Höchstplatzierung, Gesamtwochen, AuszeichnungChartplatzierungen (Jahr, Titel, Platzierungen, Wochen, Auszeichnungen, Anmerkungen) | Anmerkungen                             |
| Jahr | Titel                          | DE | AT | CH | Anmerkungen                             |
| ---- | ------------------------------ | --- | --- | --- | --------------------------------------- |
| 2017 | Das Beste                      | DE7 (10 Wo.)DE | AT45 (1 Wo.)AT | — | Erstveröffentlichung: 27. Januar 2017   |
| 2020 | Das Beste zum 50. Jubiläum     | DE16 (8 Wo.)DE | — | CH32 (1 Wo.)CH | Erstveröffentlichung: 20. November 2020 |
| 2024 | Die große Abschieds-Kollektion | DE32 (3 Wo.)DE | — | — | Erstveröffentlichung: 3. Mai 2024       |

Weitere Kompilationen
- 1990: Die grossen Erfolge
- 1995: Ihre größten Erfolge
- 2008: Lass mich dein Geheimnis sein – Die Hit-Collection
- 2008: Tausend und ein Gefühl – Unsere grössten Single-Hits
- 2012: All the Best

### Singles
| Jahr | Titel Album                                   | Höchstplatzierung, Gesamtwochen, AuszeichnungChartsChartplatzierungen (Jahr, Titel, Album, Platzierungen, Wochen, Auszeichnungen, Anmerkungen) | Anmerkungen                |
| Jahr | Titel Album                                   | DE | Anmerkungen                |
| ---- | --------------------------------------------- | --- | -------------------------- |
| 1993 | Canzone di luna Das Märchen der weißen Lagune | DE73 (2 Wo.)DE | Erstveröffentlichung: 1993 |
| 1994 | Capitano Alle Sehnsucht dieser Welt           | DE96 (2 Wo.)DE | Erstveröffentlichung: 1994 |

Weitere Singles
- 1984: Sommer, Sonne, Liebe
- 1985: Montego Bay
- 1985: Goodbye Love
- 1986: Keiner da (Herzliche Grüße von Ibiza)
- 1987: Wir machen Holiday
- 1987: Voyage – Voyage
- 1988: Aloa
- 1988: Dolce Vita
- 1989: Fly Away Flamingo
- 1989: Holiday Lover
- 1990: Fiesta Americana
- 1990: Weiße Taube Sehnsucht
- 1990: Die versunkene Stadt
- 1991: Sehnsucht nach Samoa
- 1991: Flüsterndes Herz
- 1991: Farewell Kontiki
- 1992: Goodbye Bora Bora
- 1992: Das Märchen der weißen Lagune
- 1993: Jambo Jambo
- 1994: Piano, Piano
- 1994: Copacabana
- 1994: Alle Sehnsucht dieser Welt
- 1995: Mit dem Albatros nach Süden
- 1995: Du bist der Wind in meinen Segeln
- 1996: Der Tag, an dem die Sonne wiederkam
- 1996: Sei du meine Insel
- 2000: Casanova
- 2001: Die weissen Segel von Santa Monica
- 2001: Über alle 7 Meere
- 2002: Santo Domingo, die Sterne und du
- 2002: Südlich der Sehnsucht
- 2009: Piroschka
- 2010: Fremde Augen – Fremde Sterne
- 2011: Ich geh durch die Hölle
- 2011: Pretty Flamingo

### Promo-Singles
- 1997: Eviva La Samba
- 1997: Silbervogel
- 1998: Serenata d’Amore
- 1998: Feuer und Flamme
- 1998: Solang’ mein Herz noch schlägt
- 1999: Party-Hit-Mix
- 1999: Wenn Egon tanzt
- 2000: Frei wie der Wind
- 2000: Barcarole Romantica
- 2003: Bolero d’Amore
- 2003: Die Insel der verlorenen Träume
- 2004: Die 10 Gebote der Liebe
- 2004: Die Sonne von Capri
- 2004: Unser Traum darf nicht sterben
- 2005: Coconut und Calypso
- 2005: Barfuß bis ans Ende der Welt
- 2005: Träumer können fliegen
- 2006: Liebe gibt und Liebe nimmt
- 2006: Vino in Portofino
- 2007: Tanz auf dem Vulkan
- 2007: Fliegen bis zum Regenbogen
- 2007: Tausend und ein Gefühl
- 2008: Du bist mein tägliches Wunder
- 2008: Der Rote Mond von Agadir
- 2008: Das Märchen von Arcadia